# Roberto Nanni
Roberto Antonio Nanni de Oliveira (Azul, 20 agosto 1981) è un allenatore di calcio, dirigente sportivo ed ex calciatore argentino, di ruolo attaccante, tecnico delle giovanili del Vélez Sarsfield.

## Caratteristiche tecniche
Era una punta centrale.

## Carriera

### Giocatore

#### Inizi
Cresciuto nelle file dell'Alumni Azuleño, nel 1997 è passato al Vélez Sarsfield. Ha debuttato in prima squadra nella stagione 2001-2002. Ha militato nelle file del Vélez Sarsfield fino al 2003, totalizzando 74 presenze e 38 reti.

#### Dinamo Kiev e prestiti
Il 27 agosto 2003 si è trasferito in Ucraina, alla Dinamo Kiev per 5 milioni di euro. Dopo una stagione in cui non ha trovato molto spazio (12 presenze e 7 reti), nell'ottobre 2004 si è trasferito in prestito all'Almería, club spagnolo militante in Segunda División. Rientrato dal prestito, il 13 luglio 2005 si è trasferito in prestito con diritto di riscatto al Siena. Il debutto ufficiale in Italia è avvenuto il 7 agosto 2005, nella partita di Coppa Italia Juve Stabia-Siena (1-2), gara in cui ha segnato il suo unico gol con la maglia bianconera al minuto 88. Il 25 ottobre 2005 ha debuttato in Serie A il 15 ottobre 2005, in Siena-Udinese (2-3), subentrando a Massimo Marazzina al minuto 68. Il 31 gennaio 2006 si è trasferito, sempre con la formula del prestito, al Messina, non riuscendo ad evitare la retrocessione del club peloritano in Serie B. Nell'agosto 2006 è passato in prestito al Crotone, in Serie B. Nella stagione con il club calabrese ha totalizzato 8 presenze e 2 reti.

#### Ritorno al Vélez, Cerro Porteño e Atlante
Rimasto svincolato al termine della stagione 2006-2007, è rimasto per una stagione senza squadra. Il 21 luglio 2008 è stato ingaggiato dal Vélez Sarsfield, tornando così nel club dopo cinque anni. Il 20 luglio 2009 si è trasferito a parametro zero al Cerro Porteño, club paraguaiano. Ha militato nelle file del club paraguaiano per quattro stagioni, totalizzando 59 reti in 151 presenze. Il 9 maggio 2013 ha rescisso il proprio contratto. Il 9 agosto 2013 è stato ingaggiato dall'Atlante, club messicano.

#### Ultimi anni
Dopo sei mesi in Messico, il 7 febbraio 2014 è tornato per la terza volta in carriera al Vélez Sarsfield. Nel febbraio 2016 si è trasferito al Cúcuta Deportivo, club colombiano di seconda divisione. Il 19 luglio 2016 è stato ingaggiato si è trasferito al Nacional. Il 27 aprile 2017 ha annunciato il proprio ritiro a partire da giugno 2017, al termine del Torneo Apertura 2017.

### Dopo il ritiro
Terminata la carriera da calciatore, nell'estate 2017 è diventato tecnico della formazione Under-19 del Cerro Porteño. Il 7 dicembre 2018 è stato nominato direttore sportivo del Cerro Porteño. Ha mantenuto l'incarico fino all'anno successivo. L'8 ottobre 2022 è diventato allenatore delle giovanili del Vélez Sarsfield.

## Statistiche

### Presenze e reti nei club
| Stagione             | Squadra              | Campionato           | Campionato | Campionato | Coppe nazionali | Coppe nazionali | Coppe nazionali | Coppe continentali | Coppe continentali | Coppe continentali | Altre coppe | Altre coppe | Altre coppe | Totale | Totale | Totale |
| Stagione             | Squadra              | Comp                 | Pres       | Reti       | Comp            | Pres            | Reti            | Comp               | Pres               | Reti               | Comp        | Pres        | Reti        | Pres   | Reti   |        |
| -------------------- | -------------------- | -------------------- | ---------- | ---------- | --------------- | --------------- | --------------- | ------------------ | ------------------ | ------------------ | ----------- | ----------- | ----------- | ------ | ------ | ------ |
| 2001-2002            | Vélez Sarsfield      | PD                   | 33         | 12         | -               | -               | -               | CL                 | 6                  | 3                  | -           | -           | -           | 39     | 15     |        |
| 2002-2003            | Vélez Sarsfield      | PD                   | 33         | 22         | -               | -               | -               | -                  | -                  | -                  | -           | -           | -           | 33     | 22     |        |
| giu.-ago. 2003       | Vélez Sarsfield      | PD                   | 2          | 1          | -               | -               | -               | -                  | -                  | -                  | -           | -           | -           | 2      | 1      |        |
| Totale Vélez         | Totale Vélez         | Totale Vélez         | 68         | 35         |                 | -               | -               |                    | 6                  | 3                  |             | -           | -           | 74     | 38     |        |
| ago. 2003-2004       | Dinamo Kiev          | VL                   | 10         | 6          | KU              | 1               | 1               | UCL                | 1                  | 0                  | -           | -           | -           | 12     | 7      |        |
| giu.-set. 2004       | Dinamo Kiev          | VL                   | 1          | 1          | KU              | 3               | 1               | UCL+UEFA           | 1+0                | 0+0                | SCU         | 0           | 0           | 5      | 2      |        |
| Totale Dinamo Kiev   | Totale Dinamo Kiev   | Totale Dinamo Kiev   | 11         | 7          |                 | 4               | 2               |                    | 2                  | 0                  |             | 0           | 0           | 17     | 9      |        |
| set. 2004-2005       | Almería              | SD                   | 12         | 5          | CR              | 0               | 0               | -                  | -                  | -                  | -           | -           | -           | 12     | 5      |        |
| 2005-gen. 2006       | Siena                | A                    | 9          | 0          | CI              | 3               | 1               | -                  | -                  | -                  | -           | -           | -           | 12     | 1      |        |
| gen.-giu. 2006       | Messina              | B                    | 8          | 1          | CI              | 0               | 0               | -                  | -                  | -                  | -           | -           | -           | 8      | 1      |        |
| 2006-2007            | Crotone              | B                    | 8          | 2          | CI              | 0               | 0               | -                  | -                  | -                  | -           | -           | -           | 8      | 2      |        |
| 2008-2009            | Vélez Sarsfield      | PD                   | 20         | 1          | -               | -               | -               | -                  | -                  | -                  | -           | -           | -           | 20     | 1      |        |
| lug.-dic. 2009       | Cerro Porteño        | DP                   | 14         | 7          | -               | -               | -               | CS                 | 8                  | 3                  | -           | -           | -           | 22     | 10     |        |
| 2010                 | Cerro Porteño        | DP                   | 35         | 12         | -               | -               | -               | CL+CS              | 3+2                | 0+0                | -           | -           | -           | 40     | 12     |        |
| 2011                 | Cerro Porteño        | DP                   | 28         | 10         | -               | -               | -               | CL                 | 14                 | 7                  | -           | -           | -           | 42     | 17     |        |
| 2012                 | Cerro Porteño        | DP                   | 31         | 14         | -               | -               | -               | CS                 | 6                  | 4                  | -           | -           | -           | 37     | 18     |        |
| gen.-mag. 2013       | Cerro Porteño        | DP                   | 5          | 1          | -               | -               | -               | CL                 | 5                  | 1                  | -           | -           | -           | 10     | 2      |        |
| Totale Cerro Porteño | Totale Cerro Porteño | Totale Cerro Porteño | 113        | 44         |                 | -               | -               |                    | 38                 | 15                 |             | -           | -           | 151    | 59     |        |
| 2013-gen. 2014       | Atlante              | LMX                  | 9          | 3          | CMX             | 0               | 0               | -                  | -                  | -                  | -           | -           | -           | 9      | 3      |        |
| feb.-giu. 2014       | Vélez Sarsfield      | PD                   | 10         | 2          | CA              | 0               | 0               | CL                 | 0                  | 0                  | -           | -           | -           | 10     | 2      |        |
| 2014                 | Vélez Sarsfield      | PD                   | 6          | 0          | CA              | 1               | 0               | CL                 | 6                  | 1                  | -           | -           | -           | 13     | 1      |        |
| 2015                 | Vélez Sarsfield      | PD                   | 8          | 0          | CA              | 2               | 0               | -                  | -                  | -                  | -           | -           | -           | 10     | 0      |        |
| Totale Vélez         | Totale Vélez         | Totale Vélez         | 24         | 2          |                 | 3               | 0               |                    | 6                  | 1                  |             | -           | -           | 33     | 3      |        |
| gen.-giu. 2016       | Cúcuta Deportivo     | CPB                  | 8          | 0          | CC              | 1               | 0               | -                  | -                  | -                  | -           | -           | -           | 9      | 0      |        |
| lug.-dic. 2016       | Nacional             | DP                   | 12         | 3          | -               | -               | -               | -                  | -                  | -                  | -           | -           | -           | 12     | 3      |        |
| gen.-giu. 2017       | Nacional             | DP                   | 2          | 0          | -               | -               | -               | -                  | -                  | -                  | -           | -           | -           | 2      | 0      |        |
| Totale Nacional      | Totale Nacional      | Totale Nacional      | 14         | 3          |                 | -               | -               |                    | -                  | -                  |             | -           | -           | 14     | 3      |        |
| Totale carriera      | Totale carriera      | Totale carriera      | 304        | 103        |                 | 11              | 3               |                    | 52                 | 19                 |             | -           | -           | 367    | 125    |        |

## Palmarès

### Giocatore

#### Club

##### Competizioni nazionali
- Campionato argentino di calcio: 1

Vélez: Clausura 2009
- Campionato paraguaiano di calcio: 1

Cerro Porteño: Apertura 2012

#### Individuale
- Capocannoniere della División Profesional: 1

Clausura 2010 (12 gol, a pari merito con Juan Carlos Ferreyra)
- Capocannoniere della Coppa Libertadores: 1

2011 (7 gol, a pari merito con Wallyson)